# Garrett Temple
Garrett Bartholomew Temple (Baton Rouge, Luisiana, 8 de mayo de 1986) es un jugador de baloncesto estadounidense que pertenece a la plantilla de los Toronto Raptors de la NBA. Mide 1,96 metros de estatura y juega en la posición de escolta.

## Trayectoria deportiva

### Universidad
Jugó durante cuatro temporadas con los Tigers de la Universidad Estatal de Luisiana, donde promedió 6,7 puntos, 3,7 rebotes y 3,6 asistencias por partido. Batió el récord de la universidad de más minutos jugador en una carrera, con 4.432 (33,1 por partido), superando los 4.276 de Howard Carter. En su temporada sénior fue incluido por los entrenadores en el segundo mejor quinteto de la Southeastern Conference y en el mejor quinteto defensivo.

### Profesional
Tras no ser elegido en el Draft de la NBA de 2009, firmó contrato con los Houston Rockets, pero tras no ser incluido entre los 15 jugadores elegidos para comenzar la temporada, fue asignado a los Rio Grande Valley Vipers de la NBA D-League, donde a lo largo de la temporada promedió 14,9 puntos y 3,7 rebotes por partido. En febrero de 2010 los Rockets le firmaron el primero de dos contratos consecutivos por diez días, jugando 9 partidos en los que promedió 5,0 puntos y 1,6 rebotes.
Tras no ser renovado, pocos días después ficha por 10 días por los Sacramento Kings, y posteriormente con San Antonio Spurs, quienes le renovarían hasta el final de la temporada. El 6 de abril de 2010 juega por vez primera como titular, debido a la lesión de George Hill, logrando 15 puntos, 4 rebotes y 3 asistencias, cifras todas ellas récord de su carrera.
Regresaría posteriormente a los Vipers, pero en el mes de diciembre sería traspasado a Erie BayHawks a cambio de Jeff Adrien. A lo largo de la temporada sería reclamado hasta en tres ocasiones por equipos de la NBA, nuevamente por los Spurs, por Milwaukee Bucks y por los Charlotte Bobcats, con quienes acabaría la temporada, promediando 3,2 puntos y 2,0 asistencias por partido.
Al año siguiente se marcha a jugar a la liga italiana, fichando por el Novipiù Casale Monferrato.
En julio de 2012, se unió a los Oklahoma City Thunder para disputar la Orlando Summer League y a los Cleveland Cavaliers para disputar la Summer League de Las Vegas. El 13 de septiembre de 2012, firmó un contrato para jugar con los Miami Heat, pero fue liberado el 27 de octubre de 2012, a pocos días para el comienzo de la temporada 2012-13 de la NBA. A principios de noviembre de 2012, fue readquirido por los Erie BayHawks de la Liga de desarrollo de la NBA, pero cuatro días más tarde, fue traspasado a los Reno Bighorns.
El 25 de diciembre de 2012, Temple firmó un contrato para jugar con los Washington Wizards. El 10 de julio de 2013, renovó su contrato con los Wizards. El 18 de julio de 2014, Temple renovó su contrato para continuar en los Wizards por 2 temporadas y 2 millones de dólares.
El 9 de julio de 2016 fichó por Sacramento Kings.
Tras dos años en Sacramento, el 17 de julio de 2018, es traspasado a Memphis Grizzlies a cambio de Deyonta Davis, Ben McLemore.
El 7 de febrero de 2019, Temple y JaMychal Green son traspasados a Los Angeles Clippers a cambio de Avery Bradley.
El 8 de julio de  2019, firma un contrato de dos años con Brooklyn Nets.
Después de un año en Brooklyn, el 20 de noviembre de 2020, ficha por los Chicago Bulls.
El 8 de agosto de 2021 fue traspasado a los New Orleans Pelicans.
Tras dos temporadas en New Orleans, el 5 de julio de 2023, es cortado por los Pelicans, y el 31 de julio firma por una temporada y el mínimo de veterano con Toronto Raptors.

## Estadísticas de su carrera en la NBA

### Temporada regular
| Año     | Equipo        | PJ  | PT  | MPP  | %TC  | %3P  | %TL   | RPP | APP | ROB | TPP | PPP  |
| ------- | ------------- | --- | --- | ---- | ---- | ---- | ----- | --- | --- | --- | --- | ---- |
| 2009-10 | Houston       | 9   | 0   | 13.1 | .448 | .250 | .667  | 1.6 | .8  | .4  | .4  | 5.0  |
| 2009-10 | Sacramento    | 5   | 0   | 4.6  | .375 | .000 | 1.000 | .6  | .4  | .2  | .0  | 2.2  |
| 2009-10 | San Antonio   | 13  | 4   | 14.8 | .438 | .435 | .667  | 1.1 | .9  | .6  | .2  | 6.2  |
| 2010-11 | San Antonio   | 3   | 0   | 7.0  | .200 | .000 | .000  | .7  | .7  | .3  | .3  | .7   |
| 2010-11 | Milwaukee     | 9   | 0   | 9.2  | .333 | .300 | .000  | .7  | .7  | .1  | .1  | 1.9  |
| 2010-11 | Charlotte     | 12  | 0   | 10.5 | .286 | .269 | .636  | 1.3 | 2.0 | .8  | .3  | 3.2  |
| 2012-13 | Washington    | 51  | 36  | 22.7 | .407 | .325 | .703  | 2.4 | 2.3 | 1.0 | .3  | 5.1  |
| 2013-14 | Washington    | 75  | 0   | 8.5  | .362 | .207 | .698  | .9  | 1.0 | .5  | .1  | 1.8  |
| 2014-15 | Washington    | 52  | 18  | 14.1 | .400 | .375 | .729  | 1.7 | 1.1 | .8  | .2  | 3.9  |
| 2015-16 | Washington    | 80  | 43  | 24.4 | .398 | .345 | .728  | 2.7 | 1.8 | .9  | .2  | 7.3  |
| 2016-17 | Sacramento    | 65  | 20  | 26.6 | .424 | .373 | .784  | 2.8 | 2.6 | 1.3 | .4  | 7.8  |
| 2017-18 | Sacramento    | 65  | 35  | 24.8 | .418 | .392 | .769  | 2.3 | 1.9 | .9  | .4  | 8.4  |
| 2018-19 | Memphis       | 49  | 49  | 31.2 | .429 | .352 | .750  | 3.1 | 1.4 | 1.0 | .5  | 9.4  |
| 2018-19 | L.A. Clippers | 26  | 6   | 19.6 | .396 | .296 | .742  | 2.5 | 1.4 | 1.0 | .2  | 4.7  |
| 2019-20 | Brooklyn      | 62  | 35  | 27.9 | .378 | .329 | .805  | 3.5 | 2.5 | .8  | .5  | 10.3 |
| 2020-21 | Chicago       | 56  | 25  | 27.3 | .415 | .335 | .800  | 2.9 | 2.2 | .8  | .5  | 7.6  |
| 2021-22 | New Orleans   | 59  | 16  | 18.6 | .376 | .319 | .683  | 2.4 | 1.3 | .7  | .4  | 5.2  |
| 2022-23 | New Orleans   | 25  | 0   | 6.5  | .400 | .423 | .750  | .7  | .5  | .4  | .1  | 2.0  |
| 2023-24 | Toronto       | 27  | 2   | 10.7 | .372 | .300 | .818  | 1.7 | 1.0 | .4  | .1  | 3.3  |
| 2024-25 | Toronto       | 28  | 0   | 8.1  | .300 | .214 | .917  | 1.0 | 1.1 | .6  | .1  | 1.9  |
| Total   | Total         | 771 | 289 | 20.1 | .400 | .342 | .745  | 2.2 | 1.6 | .8  | .3  | 5.9  |

### Playoffs
| Año   | Equipo        | PJ | PT | MPP  | %TC   | %3P   | %TL   | RPP | APP | ROB | TPP | PPP  |
| ----- | ------------- | -- | -- | ---- | ----- | ----- | ----- | --- | --- | --- | --- | ---- |
| 2010  | San Antonio   | 6  | 0  | 2.5  | .333  | .333  | 1.000 | .3  | .3  | .2  | .0  | .7   |
| 2014  | Washington    | 10 | 0  | .9   | 1.000 | 1.000 | –     | .0  | .0  | .0  | .0  | .5   |
| 2015  | Washington    | 4  | 0  | 6.5  | .167  | .000  | .625  | .8  | .3  | .5  | .0  | 1.8  |
| 2019  | L.A. Clippers | 6  | 0  | 10.5 | .273  | .143  | .700  | 1.2 | .3  | .5  | .2  | 2.3  |
| 2020  | Brooklyn      | 4  | 4  | 34.3 | .347  | .250  | .833  | 2.8 | 2.0 | .8  | .3  | 12.0 |
| 2022  | New Orleans   | 1  | 0  | 2.0  | —     | —     | —     | 1.0 | .0  | .0  | .0  | .0   |
| Total | Total         | 31 | 4  | 8.1  | .338  | .240  | .720  | .8  | .4  | .3  | .1  | 2.5  |

## Vida personal

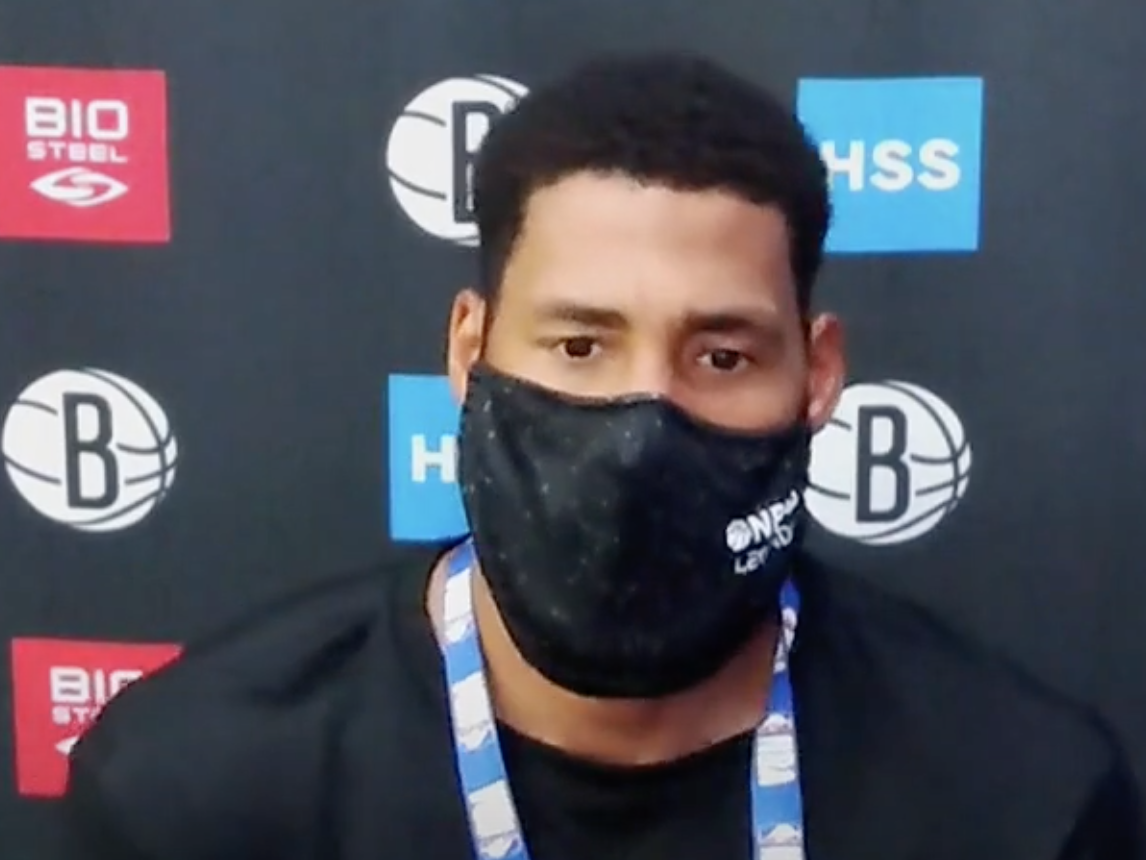
Garrett Temple en 2020.

Garrett es hijo de Collis Temple y Soundra Johnson Temple. Tiene una hermana pequeña, Colleen Noelle, y dos hermanos mayores, Collis III y Elliott.
En julio de 2020 se casó con Kára McCullough, la que fuera Miss USA 2017. Tienen dos hijos.
Es cristiano, y suele llevar una pulsera que pone: "In Jesus Name I Play" ("Juego en el nombre de Jesús") en el .